# Miguel Rangel (político)
Miguel Machado da Silva Rangel da Fonseca (nascido em 1975 ou 1976) é um político português que atualmente exerce interinamente o cargo de Secretário-Geral da Iniciativa Liberal, desde a demissão de Rui Rocha em maio de 2025.  É também Deputado à Assembleia da República pelo Porto, tendo sido eleito após as eleições legislativas de 2025. 